# Martin Hannibal (Medailleur)
Martin Conrad Hannibal (〰 17. Februar 1708 in Hannover; † 13. Mai 1766 in Clausthal) war ein deutscher Münzstempelschneider und Medailleur.
Martin Hannibal war der Sohn des Medailleurs Ehrenreich Hannibal, dessen Nachfolger als Stempelschneider an der Münze in Clausthal er von 1741 bis 1758 war. Sein Handwerk hatte er bei dem Medailleur Johann Karl von Hedlinger in Stockholm erlernt.
Von ihm ist eine mit M. Hannibal signierte Medaille auf die Schlacht von Dettingen (1743) bekannt.